# Ascenso MX
Ascenso MX är den näst högsta divisionen i mexikansk herrfotboll. Liksom högstadivisionen Liga MX spelas Ascenso MX över två mästerskap per år, i enlighet med det latinamerikanska Apertura/Clausura-systemet.
Varje år flyttas ett lag upp från Ascenso MX till Liga MX. Vinnarna av Apertura- och Clausura-titlarna under säsongen möts i två matcher där totalsegraren avancerar i ligasystemet. 
Divisionen kallades fram till 2009 för Primera División A. Då gjordes formatet om och den fick det nya namnet Liga de Ascenso. Det nuvarande namnet fick serien 2012.